# The Beach Boys
The Beach Boys is een Amerikaanse rockband die in 1961 is opgericht in Hawthorne door de broers Brian, Dennis en Carl Wilson, hun neef Mike Love en schoolvriend Al Jardine.

## Biografie

#### Oprichting en successen, 1961-1965
Met harde hand aangespoord door vader en manager Murry Wilson, zelf een weinig succesvolle liedjesschrijver, maakten de jongens muziek in de stijl van The Four Freshmen, waarbij harmonieuze zang de hoofdrol speelde. De instrumentale combo van de groep betrof aanvankelijk Brian Wilson op basgitaar en keyboards, Carl Wilson op gitaar en Dennis Wilson op drums. Aanvankelijk noemden ze zich The Pendletones, naar een merk overhemden. Negen maanden na het vormen van een goede groep met hun neef Mike Love en vriend Al Jardine, werd de single Surfin'  uit 1961 een hit. Hij was typerend voor de richting die de band de eerstvolgende jaren zou volgen: een combinatie van surfmuziek, een stijl die tot dan toe vooral instrumentaal was geweest, en teksten over surfen, auto's en meisjes. In hoog tempo werden singles en albums uitgebracht. 
In maart 1962 werd Jardine vervangen door slaggitarist David Marks. Jardine keerde terug in het voorjaar van 1963. Jardine begon basgitaar te spelen tijdens optredens zodat Brian minder tournees kon maken. Problemen tussen Marks, zijn ouders en manager Murry Wilson waren voor Marks reden om in oktober 1963 te stoppen, waardoor Brian weer fulltime op pad moest verschijnen en Jardine moest overschakelen op slaggitaar.
Eind 1964 besloot de verlegen Brian om niet langer live op te treden en zich meer op het schrijven van nummers en het produceren te richten. Hij werd op tournees vervangen door Bruce Johnston. Murry Wilson werd ontslagen, waarmee de artistieke vrijheid voor Brian compleet werd. Naarmate hij de mogelijkheden van de studio meer ontdekte schreef hij complexere muziek, die hij liet spelen door de studiomuzikanten uit Los Angeles, later bekend onder de naam The Wrecking Crew. De andere leden van de groep voegden later de vocalen toe.

#### Pet Sounds
Toen in 1965 The Beatles het album Rubber Soul uitbrachten was dit voor Brian de inspiratie voor Pet Sounds, dat in 1966 verscheen en door het tijdschrift Rolling Stone werd uitgeroepen tot op-een-na-beste album ooit. Dit album, dat voor die tijd voor popmuziek ongekend complexe muziek en persoonlijke teksten bevatte, werd ontvangen met lovende recensies maar verkocht in Amerika slechter dan de vorige albums. In Europa nam de populariteit van The Beach Boys er echter flink door toe. De latere single Good vibrations, waarvan de opnames zes maanden duurden in drie verschillende studio's, werd een grote hit. Ook de opvolger, Then I kissed her, kwam in de hoogste regionen hoewel het een cover was van The Crystals uit 1963 die het uitbrachten als Then He Kissed Me.

#### Depressie
Aangemoedigd door dit succes vatte Brian het plan op voor een album dat Pet Sounds in alle opzichten zou overtreffen. Samen met tekstschrijver Van Dyke Parks en een keur aan sessiemuzikanten werkte Brian in de studio aan dit album, SMiLE geheten, terwijl de band op tournee was. Uren aan muziek werden opgenomen maar slechts weinig nummers werden echt afgemaakt. De negatieve reacties van de andere Beach Boys op de teksten van Van Dyke Parks en de ongekend complexe muziek maakten dat Brian de zin in het project verloor. Toen in 1967 The Beatles hun album Sgt. Pepper's Lonely Hearts Club Band uitbrachten, nota bene geïnspireerd door Pet Sounds, betekende dit de definitieve nekslag. SMiLE werd officieel afgelast en Brian raakte in een depressie.
Als vervanger voor SMiLE verscheen Smiley Smile, dat een aantal Smile-nummers bevatte. De opvolger Wild Honey heeft een heel afwijkend, ongepolijst geluid doordat Brian zich als producer terugtrok. Het bevat zelfs een aantal pure soulnummers. Vanaf Friends uit 1968 traden de andere leden van de band meer op de voorgrond en bleken ook, naast Mike Love die al eerder met Brian Wilson meeschreef, allen goede songschrijvers te zijn. Hoewel het niveau van Pet Sounds nooit meer gehaald werd wist de band ook met een minimale betrokkenheid van Brian Wilson nog goede albums te maken, deels mede door het afmaken van nummers van Smile. 20/20 is een verzameling singles en overgebleven nummers, waaronder Cabinessence, dat bedoeld was als een van de hoekstenen van Smile. Ook bevat dit album het nummer Never learn not to love waaraan Dennis Wilson zijn naam verbond maar dat in werkelijkheid geschreven was door zijn vriend Charles Manson. Manson en zijn sekteleden woonden in het voorjaar van 1968 enige tijd in huis bij Dennis Wilson. The Beach Boys beloofde Manson en zijn mannen muzikaal te helpen. Manson nam in 1970 een album op, Lie: The love and terror cult, waarin Beach Boys-invloeden hoorbaar zijn.

#### Heropleving
De band maakte een kortstondige artistieke heropleving door nadat ex-journalist Jack Rieley manager van de band werd. Sunflower uit 1970 profiteerde van sterke composities van alle leden, maar werd desondanks het slechtst verkopende album sinds de oprichting van de band. Het album Surf's up uit 1971 wordt tegenwoordig als een hoogtepunt in het oeuvre van The Beach Boys beschouwd, niet alleen vanwege het voor Smile bedoelde titelnummer maar zeker ook door nummers als Long promised road, geschreven door Carl Wilson, 'Til I die, een nummer waarvan (voor de eerste maal) zowel de tekst als de muziek door Brian Wilson zijn geschreven, en Disney Girls van Bruce Johnston. Het door Rieley aangemeten nieuwe imago werpt zijn vruchten af en de band is weer "hip" in de Verenigde Staten.
Bruce Johnston verliet de band in 1972 uit onvrede over de rol van Rieley. Ten tijde van de albums Carl and the passions, so tough (1972) en het in het Nederlandse Baambrugge opgenomen Holland (1973) maakten twee zwarte Zuid-Afrikanen, Ricky Fataar en Blondie Chaplin, deel uit van de band, die daardoor aan dynamiek won. Deze bezetting maakte vooral tijdens optredens grote indruk. Het grote commerciële succes van het verzamelalbum Endless Summer zou in 1974 echter de artistieke teloorgang van de band inluiden. Manager Jack Rieley werd ontslagen en vervangen door Mike Loves broer, Steve, die een terugkeer naar de surfsound voorstond. Fataar en Chaplin verlieten de band; Fataar dook later op als lid van The Rutles, een persiflage op The Beatles. Ook werkte hij als sessiedrummer en was hij lid van de band van Bonnie Raitt. Chaplin maakte sindsdien enkele solo-albums en speelde onder meer met The Band en The Rolling Stones.

#### Brian's Back campagne:15 Big Ones,Love You,Adult/ChildenMIU
Vanaf 1976 ging het met de band verder bergafwaarts, ondanks of misschien juist dankzij de terugkeer van Brian, die kortstondig onder therapeutische begeleiding stond van Eugene Landy. Met veel bombarie, de 'Brian's Back' campagne, werd Brians terugkeer in de band aangekondigd.
Eind januari 1976 was Brian terug als producer van de band, en werd het album 15 Big Ones geproduceerd, waaruit de band een hit scoorde met de cover Rock and Roll Music. En een kleine zomerhit met It's OK. Het album werd een combinatie van covers en nieuwe liedjes.
Van eind 1976 trad Brian af op in het openbaar en produceerde hij het volgende album van de band: Love You. Wilson beschouwde het album als de spirituele opvolger van Pet Sounds. Onder andere vanwege de autobiografische teksten en de artistieke vrijheid die hij genoot. Uitgebracht op 11 april 1977, piekte Love You op nummer 53 in de VS en nummer 28 in het VK. Talloze gewaardeerde critici schreven lovende recensies, maar toevallige luisteraars vonden het eigenaardige geluid van het album over het algemeen een nadeel. Desondanks werd het album Love You zeer invloedrijk. En wordt vaak het allerlaatste goede album van de Beach Boys genoemd. In 1978 keerde Bruce Johnston terug in de band. Adult/Child is een onuitgebracht album en MIU werd de vervanger van het album.

#### Dood van Carl en Dennis Wilson en verder vervolg van de band
In mei 1979 werd Dennis geschorst uit de toerband. Hij was afwezig bij vele concerten, maar hij keerde in juni 1980 terug. In 1981 verliet Carl de tourgroep vanwege een ongeluk met het nostalgische formaat en de matte live-optredens van de band, en streefde vervolgens een solocarrière na. Hij keerde terug in mei 1981 na ongeveer 14 maanden weg te zijn geweest - op voorwaarde dat de groep hun repetitie- en tourbeleid heroverweegt. Dennis Wilson verdronk in 1983, voordat zijn tweede album Bambu af was. Brian Wilson raakte in de ban van de omstreden psychiater Eugene Landy, die in 1982 opnieuw werd benaderd om Brian te helpen. Landy zou echter diens hele leven gaan beheersen tot de rechtszaak in de jaren 90. In 1988 verscheen Brian Wilsons eerste solo-album, getiteld Brian Wilson, waar Landy als medesongschrijver, producer en manager aan mee "zou" hebben gewerkt. Een dieptepunt was verder de rechtszaak die Mike Love aanspande tegen Brian Wilson over achterstallige auteursrechtenvergoedingen.
In 1987 maken ze een hit met Wipeout, een bijzondere samenwerking met de rapgroep The Fat Boys. Deze werd geproduceerd door The Latin Rascals. De laatste grote hit van de Beach Boys in Nederland was Kokomo (1989) uit de film Cocktail met Tom Cruise. Het allerlaatste Beach Boys-album zou Stars and stripes, Vol. 1 uit 1996 worden, waarop oude successen werden gezongen door beroemde countryzangers en de Beach Boys alleen de achtergrondvocalen verzorgden. In 1990 stopte Brian Wilson de tournees de band om zich te focussen op zijn solocarrière. Hij bleef wel deelnemen aan opnames met de band. In 1997 werd bij Carl Wilson kanker vastgesteld waardoor David Marks zich weer bij de band voegde en Carls plek tijdens tournees innam. Carl Wilsons overlijden aan kanker in 1998 betekende het definitieve einde voor de groep. Brian en Al verlieten de groep en Mike Love en Bruce Johnston bleven optreden onder de naam The Beach Boys. In 1999 verliet David Marks de band vanwege zijn gezondheid.

#### Reüniealbum, tour 2012 en verder
In 2012 verscheen voor het eerst sinds 1996 een nieuw studioalbum van de groep. Het album met de titel That's why God made the radio is in 2011 en 2012 opgenomen naar aanleiding van het 50-jarig bestaan van de groep. De basissamenstelling van de groep werd Brian Wilson, Mike Love, Al Jardine, Bruce Johnston en David Marks. Het was ook het eerste studioalbum zonder Carl Wilson.
Het album werd grotendeels geproduceerd door Brian Wilson en behaalde in de VS de vijfde plaats in de Billboard 200. 
De reünietour eindigde in september 2012 zoals gepland. Love en Johnston bleven optreden onder de naam Beach Boys, terwijl Wilson, Jardine en Marks bleven toeren als trio en een daaropvolgende tour met Blondie Chaplin en Wilsons begeleidingsband. Van 2015 tot 2022 toerden Wilson, Jardine en Chaplin verder zonder Marks. Nadat Wilson pensioneerde in 2022 besloot Jardine de solo band van Wilson voort te zetten onder de naam The Pet Sounds Band.  
Brian Wilson overlijdt in 2025 aan gevolgen van een ademhaling stilstand.

## Leden

### Huidige leden
- Mike Love - zang (1961-heden)
- Bruce Johnston - zang, keyboard, basgitaar (1965-1972, 1978-heden)

### Voormalige leden
- Brian Wilson - zang, keyboard, basgitaar (1961-1998, 2011-2012; overleden in 2025)
- Carl Wilson - zang, gitaar (1961-1998; overleden in 1998)
- Dennis Wilson - zang, drums, keyboard (1961-1983; overleden in 1983)
- Al Jardine - zang, gitaar, basgitaar (1961-1962, 1963-1998, 2011-2012)
- David Marks - zang, gitaar (1962-1963, 1997-1999, 2011-2012)
- Rickie Fataar - zang, drums (1972-1974)
- Blondie Chaplin - zang, gitaar (1972-1973)

## Discografie

### Albums
| Album met eventuele hitnotering(en) in de Nederlandse Album Top 100 | Datum van verschijnen | Datum van binnenkomst | Hoogste positie | Aantal weken | Opmerkingen                          |
| ------------------------------------------------------------------- | --------------------- | --------------------- | --------------- | ------------ | ------------------------------------ |
| Surfin'                                                             | 1961                  | -                     |                 |              |                                      |
| Surfin' safari                                                      | 1962                  | -                     |                 |              |                                      |
| Surfin' U.S.A.                                                      | 1963                  | -                     |                 |              |                                      |
| Surfer girl                                                         | 1963                  | -                     |                 |              |                                      |
| Little deuce coupe                                                  | 1963                  | -                     |                 |              |                                      |
| Shut down vol. 2                                                    | 1964                  | -                     |                 |              |                                      |
| All summer long                                                     | 1964                  | -                     |                 |              |                                      |
| Today!                                                              | 1965                  | -                     |                 |              |                                      |
| Summer days (and summer nights!!)                                   | 1965                  | -                     |                 |              |                                      |
| Beach Boys' party!                                                  | 1965                  | -                     |                 |              |                                      |
| Pet sounds                                                          | 1966                  | -                     |                 |              |                                      |
| Smiley smile                                                        | 1967                  | -                     |                 |              |                                      |
| Wild honey                                                          | 1967                  | -                     |                 |              |                                      |
| Friends                                                             | 1968                  | -                     |                 |              |                                      |
| 20/20                                                               | 1969                  | 10 mei 1969           | 20              | 2            |                                      |
| The definite album                                                  | 1970                  | 28 februari 1970      | 10              | 2            | Verzamelalbum                        |
| Sunflower                                                           | 1971                  | 2 januari 1971        | 10              | 1            |                                      |
| Surf's up                                                           | 1971                  | -                     |                 |              |                                      |
| Carl and the passions: So tough                                     | 1972                  | -                     |                 |              |                                      |
| Holland                                                             | 1973                  | 10 februari 1973      | 9               | 1            |                                      |
| The Beach Boys in Concert                                           | 1973                  | -                     |                 |              | Livealbum                            |
| 15 Big Ones                                                         | 1976                  | 10 juli 1976          | 14              | 7            |                                      |
| Love You                                                            | 1977                  | 11 april 1977         |                 |              |                                      |
| Beach Boys best - 40 All time greatest hits                         | 1977                  | 22 januari 1977       | 9               | 12           | Verzamelalbum                        |
| L.A. (The light album)                                              | 1979                  | 14 april 1979         | 43              | 3            |                                      |
| Keepin' the summer alive                                            | 1980                  | -                     |                 |              |                                      |
| 20 Greatest hits                                                    | 1980                  | 26 juli 1980          | 10              | 13           | Verzamelalbum                        |
| The Beach Boys                                                      | 1985                  | -                     |                 |              |                                      |
| Still cruisin'                                                      | 1989                  | 23 september 1989     | 92              | 3            |                                      |
| California gold                                                     | 1991                  | 22 juni 1991          | 17              | 15           | Verzamelalbum                        |
| Summer in paradise                                                  | 1992                  | -                     |                 |              |                                      |
| The Dutch singles collection                                        | 1998                  | 5 september 1998      | 46              | 3            | Verzamelalbum                        |
| The platinum collection                                             | 11 maart 2005         | 9 juli 2005           | 33              | 7            | Verzamelalbum                        |
| Smile                                                               | 28 oktober 2011       | 5 november 2011       | 20              | 6            | Opgenomen in 1967/1968               |
| That's why god made the radio                                       | 5 juni 2012           | 9 juni 2012           | 24              | 7            |                                      |
| Greatest hits [2012]                                                | 21 september 2012     | 13 oktober 2012       | 32              | 3            | Verzamelalbum                        |
| Live - The 50th anniversary tour                                    | 17 mei 2013           | -                     |                 |              |                                      |
| Pet sounds                                                          | 16 mei 1966           | 18 juni 2016          | 72              | 1            |                                      |
| The Beach Boys with the Royal Philharmonic Orchestra                | 8 juni 2018           | -                     |                 |              | met The Royal Philharmonic Orchestra |
| Feel flows - The sunflower & surf's up sessions 1969 - 1971         | 27 augustus 2021      | 4 september 2021      | 13              | 2            |                                      |

| Album met hitnotering(en) in de Vlaamse Ultratop 200 albums | Datum van verschijnen | Datum van binnenkomst | Hoogste positie | Aantal weken | Opmerkingen                          |
| ----------------------------------------------------------- | --------------------- | --------------------- | --------------- | ------------ | ------------------------------------ |
| Smile                                                       | 28 oktober 2011       | 12 november 2011      | 84              | 2            | Opgenomen in 1967/1968               |
| That's why god made the radio                               | 5 juni 2012           | 9 juni 2012           | 35              | 14           |                                      |
| Greatest hits [2012]                                        | 21 september 2012     | 29 september 2012     | 75              | 5            | Verzamelalbum                        |
| Live - The 50th anniversary tour                            | 17 mei 2013           | 1 juni 2013           | 145             | 2            |                                      |
| Pet sounds                                                  | 16 mei 1966           | 18 juni 2016          | 50              | 23           |                                      |
| The Beach Boys with the Royal Philharmonic Orchestra        | 8 juni 2018           | 16 juni 2018          | 167             | 2            | met The Royal Philharmonic Orchestra |
| Feel flows - The sunflower & surf's up sessions 1969 - 1971 | 27 augustus 2021      | 4 september 2021      | 87              | 2            |                                      |

### Singles
| Single met eventuele hitnotering(en) in de Nederlandse Top 40 | Datum van verschijnen | Datum van binnenkomst | Hoogste positie | Aantal weken | Opmerkingen                                                 |
| ------------------------------------------------------------- | --------------------- | --------------------- | --------------- | ------------ | ----------------------------------------------------------- |
| I get around                                                  | 1964                  | 22 augustus 1964      | 38              | 6            |                                                             |
| Help me Rhonda                                                | 1965                  | 19 juni 1965          | 27              | 7            |                                                             |
| California girls                                              | 1965                  | 11 september 1965     | 28              | 4            |                                                             |
| Barbara Ann                                                   | 1966                  | 12 februari 1966      | 18              | 9            | Nr. 17 in de Parool Top 20                                  |
| Sloop John B                                                  | 1966                  | 16 april 1966         | 1(4wk)          | 20           | Nr. 1 in de Parool Top 20 / Hit van het jaar 1966           |
| God only knows                                                | 1966                  | 27 augustus 1966      | 11              | 8            | Nr. 12 in de Parool Top 20                                  |
| Good vibrations                                               | 1966                  | 5 november 1966       | 4               | 14           | Nr. 4 in de Parool Top 20                                   |
| Then I kissed her                                             | 1967                  | 27 mei 1967           | 2               | 13           | Nr. 3 in de Parool Top 20                                   |
| Heroes and villains                                           | 1967                  | 19 augustus 1967      | 11              | 7            | Nr. 10 in de Parool Top 20                                  |
| Wild honey                                                    | 1967                  | 2 december 1967       | 26              | 4            | Nr. 20 in de Parool Top 20                                  |
| Darlin'                                                       | 1968                  | 13 januari 1968       | 21              | 6            | Nr. 17 in de Parool Top 20                                  |
| Friends                                                       | 1968                  | 27 april 1968         | tip8            | -            |                                                             |
| Friends                                                       | 1968                  | 25 mei 1968           | tip14           | -            |                                                             |
| Do It Again                                                   | 1968                  | 27 juli 1968          | 5               | 14           | Nr. 3 in de Parool Top 20                                   |
| Bluebirds over the mountain                                   | 1968                  | 28 december 1968      | 9               | 6            | Nr. 9 in de Parool Top 20                                   |
| I can hear music                                              | 1969                  | 22 maart 1969         | 6               | 7            | Nr. 4 in de Parool Top 20                                   |
| Break away                                                    | 1969                  | 14 juni 1969          | 17              | 6            | Nr. 20 in de Hilversum 3 Top 30                             |
| Cottonfields                                                  | 1969                  | 9 augustus 1969       | 12              | 8            | Nr. 13 in de Hilversum 3 Top 30                             |
| Tears in the morning                                          | 1970                  | 5 december 1970       | 6               | 9            | Nr. 4 in de Hilversum 3 Top 30 / Alarmschijf                |
| Long promised road                                            | 1971                  | 3 juli 1971           | tip21           | -            |                                                             |
| Student demonstration time                                    | 1971                  | 11 december 1971      | 21              | 5            | Nr. 21 in de Daverende Dertig / Alarmschijf                 |
| You need a mess of help to stand alone                        | 1972                  | 17 juni 1972          | 31              | 3            | Nr. 29 in de Daverende Dertig                               |
| Marcella                                                      | 1972                  | 2 september 1972      | 20              | 6            | Nr. 20 in de Daverende Dertig                               |
| Sail on sailor                                                | 1973                  | 20 januari 1973       | tip3            | -            | Nr. 28 in de Daverende Dertig                               |
| California saga (On my way to sunny California)               | 1973                  | 7 april 1973          | tip12           | -            |                                                             |
| Rock and roll music                                           | 1976                  | 19 juni 1976          | tip3            | -            |                                                             |
| Here comes the night                                          | 1979                  | 31 maart 1979         | tip10           | -            |                                                             |
| Good timin'                                                   | 1979                  | 9 juni 1979           | tip18           | -            |                                                             |
| Lady Lynda                                                    | 1979                  | 18 augustus 1979      | tip18           | -            |                                                             |
| Getcha back                                                   | 1985                  | 20 juli 1985          | tip21           | -            |                                                             |
| Rock 'n roll to the rescue                                    | 1986                  | 2 augustus 1986       | tip2            | -            | Nr. 33 in de Nationale Hitparade                            |
| Wipeout                                                       | 1987                  | 26 september 1987     | 11              | 8            | met The Fat Boys / Nr. 13 in de Nationale Hitparade Top 100 |
| Kokomo                                                        | 1989                  | 8 april 1989          | 6               | 10           | Nr. 4 in de Nationale Hitparade Top 100 / Alarmschijf       |

| Single met hitnotering(en) in de Vlaamse Ultratop 50 | Datum van verschijnen | Datum van binnenkomst | Hoogste positie | Aantal weken | Opmerkingen                                    |
| ---------------------------------------------------- | --------------------- | --------------------- | --------------- | ------------ | ---------------------------------------------- |
| Barbara Ann                                          | 20 december 1965      | 23 april 1966         | 11              | 5            |                                                |
| Sloop John B                                         | 21 maart 1966         | 4 juni 1966           | 5               | 11           |                                                |
| Good vibrations                                      | 10 oktober 1966       | 17 december 1966      | 6               | 8            |                                                |
| Then I kissed her                                    | 28 april 1967         | 1 juli 1967           | 9               | 6            |                                                |
| Tears in the morning                                 | 12 oktober 1970       | 9 januari 1971        | 14              | 5            | Nr. 8 in de Radio 2 Top 30                     |
| Student demonstration time                           | 30 augustus 1971      | -                     |                 |              | Nr. 27 in de Radio 2 Top 30                    |
| Wipeout !                                            | 12 oktober 1987       | 10 oktober 1987       | 17              | 5            | met The Fat Boys / Nr. 23 in de Radio 2 Top 30 |
| Happy endings                                        | 23 november 1987      | 16 januari 1988       | 40              | 1            | met Little Richard                             |
| Kokomo                                               | 18 juli 1988          | 22 april 1989         | 19              | 8            | Nr. 13 in de Radio 2 Top 30                    |
| That's why God made the radio                        | 23 april 2012         | 23 juni 2012          | tip57           | -            |                                                |

### NPO Radio 2 Top 2000
| Nummers met noteringen in de NPO Radio 2 Top 2000 | '99  | '00  | '01  | '02  | '03  | '04  | '05  | '06  | '07  | '08  | '09  | '10  | '11  | '12  | '13  | '14  | '15  | '16  | '17  | '18  | '19  | '20  | '21  | '22  | '23  | '24  |
| ------------------------------------------------- | ---- | ---- | ---- | ---- | ---- | ---- | ---- | ---- | ---- | ---- | ---- | ---- | ---- | ---- | ---- | ---- | ---- | ---- | ---- | ---- | ---- | ---- | ---- | ---- | ---- | ---- |
| Barbara Ann                                       | 1516 | 1656 | 1610 | 1970 | 1648 | 1531 | 1662 | 1774 | 1507 | 1617 | -    | 1941 | -    | -    | -    | -    | -    | -    | -    | -    | -    | -    | -    | -    | -    | -    |
| California Girls                                  | -    | -    | -    | -    | -    | -    | -    | 1516 | 1143 | 1890 | 1286 | 1248 | 1294 | 1446 | 1937 | -    | -    | -    | -    | -    | -    | -    | -    | -    | -    | -    |
| Cotton Fields                                     | -    | -    | -    | 1556 | -    | -    | -    | -    | -    | -    | -    | -    | -    | -    | -    | -    | -    | -    | -    | -    | -    | -    | -    | -    | -    | -    |
| Do It Again                                       | 1468 | -    | 1584 | 1808 | -    | -    | -    | -    | -    | -    | -    | -    | -    | -    | -    | -    | -    | -    | -    | -    | -    | -    | -    | -    | -    | -    |
| God Only Knows                                    | 123  | 117  | 137  | 110  | 117  | 88   | 80   | 68   | 42   | 59   | 20   | 20   | 31   | 44   | 59   | 13   | 19   | 18   | 29   | 46   | 59   | 63   | 62   | 70   | 60   | 53   |
| Good Vibrations                                   | 52   | 54   | 75   | 83   | 85   | 73   | 91   | 117  | 68   | 83   | 98   | 105  | 116  | 245  | 265  | 253  | 313  | 217  | 221  | 448  | 532  | 600  | 583  | 681  | 747  | 848  |
| Help Me, Rhonda                                   | -    | 1556 | 1601 | 1733 | 1585 | 1563 | 1852 | 1857 | 1835 | 1711 | -    | -    | -    | -    | -    | -    | -    | -    | -    | -    | -    | -    | -    | -    | -    | -    |
| Heroes and Villains                               | -    | 1436 | 1380 | 1006 | -    | 1203 | 1285 | 1587 | 1329 | 1504 | 1780 | 1902 | 1823 | -    | -    | -    | -    | -    | -    | -    | -    | -    | -    | -    | -    | -    |
| I Can Hear Music                                  | 1086 | 858  | 878  | 981  | 1022 | 1002 | 1100 | 1269 | 1226 | 1139 | 1161 | 1078 | 1338 | -    | 1887 | 1887 | -    | -    | -    | -    | -    | -    | -    | -    | -    | -    |
| I Get Around                                      | 1602 | 1076 | 1421 | 1753 | 1686 | 1564 | 1843 | 1986 | -    | 1923 | 1995 | 1920 | 1698 | -    | -    | -    | -    | -    | -    | -    | -    | -    | -    | -    | -    | -    |
| Kokomo                                            | -    | -    | 1402 | 1651 | 1987 | 1825 | 1831 | 1905 | -    | 1959 | -    | -    | -    | -    | -    | -    | -    | -    | -    | -    | -    | -    | -    | -    | -    | -    |
| Sloop John B                                      | 202  | 227  | 174  | 240  | 240  | 262  | 281  | 301  | 180  | 227  | 299  | 318  | 445  | 716  | 770  | 721  | 831  | 1236 | 1326 | 1350 | 1328 | 1528 | 1528 | 1680 | 1750 | 1931 |
| Tears in the Morning                              | 453  | 470  | 406  | 508  | 448  | 578  | 607  | 789  | 775  | 629  | 632  | 618  | 768  | 1433 | 1048 | 997  | 1334 | 1184 | 1101 | 1749 | 1906 | 1897 | 1920 | -    | -    | -    |
| Then I Kissed Her                                 | 1120 | 1228 | 1186 | 1352 | 1775 | 1344 | 1427 | 1638 | 1270 | 1429 | 1632 | 1515 | 1965 | -    | -    | -    | -    | -    | -    | -    | -    | -    | -    | -    | -    | -    |
| Wouldn't It Be Nice                               | -    | 1410 | 1792 | 1184 | 1437 | 1223 | 1630 | 1693 | 1400 | 1471 | 1299 | 1136 | 1106 | 1581 | 1305 | 1780 | 1914 | 1343 | 1185 | 1640 | 1862 | -    | -    | -    | -    | -    |

1. ↑  Een '-' betekent dat het nummer niet was genoteerd en een vetgedrukt getal geeft de hoogste notering van een nummer aan.